# Fonologisk utveckling
Fonologisk utveckling är utvecklingen av ljudsystemet och uttalet av språkljud (se fonologi). Barnets fonologiska utveckling ska vara avslutad vid ca 7-8 års ålder. Finns det fortfarande svårigheter kvar behövs en utredning hos en logoped.
Det finns stora skillnader mellan olika barn i hur utvecklingen av talet och språket ser ut. Det går att iakkta olika steg och stadier i tal- och språkutvecklingen som de flesta barn följer, men exakt hur gammal man är när man når de olika stadierna är mycket olika från person till person. Observera att alla åldersangivelser nedan alltså är ungefärliga.
För avvikelser såsom försening, se uttalsförsening.

## Ungefärliga åldrar/stadier

### 0-1 år
Under det första levnadsåret förekommer joller. Det börjar med gurglingar och vokalliknande ljud. Vid ca 5-6 månaders ålder börjar stavelser uppträda i jollret, såsom [p], [b], [d] eller [t] + vokal ("da"). Så småningom, ca 8-9 mån, utvecklas detta stavelsejoller till att innehålla upprepade och varierade stavelser (s.k. kanoniskt joller).

### 1-2 år
Stavelsestrukturen blir mer varierad. Ljuden börjar användas för att kommunicera betydelse i de första orden, men ljudsystemet är fortfarande starkt begränsat.

### 2-2,5 år
De flesta vokalerna förekommer i talet. Konsonanterna [p], [b], [m], [t], [d] och [n] bör förekomma.

### 2,5-3 år
Ljudsystemet omfattar nu alla vokaler, och nya konsonanter tillkommer som [f], [v], [l] och [j]. Ljud som fortfarande oftast saknas är k, g, ng, s, sj, tj och r. De flesta konsonantförbindelser är inte utvecklade än (konsonantförbindelser är till exempel "pl" och "skr").

### 3-4 år
Nu tillkommer [k], [g] och [ŋ]. Ofta saknas fortfarande s, sj, tj och r. De konsonantförbindelser som man fortfarande kan förvänta sig svårigheter med är de med /r/ och /s/, och eventuellt även de med /v/ och /j/.

### 4-5 år
Ljudsystemet är relativt välutvecklat, men det kan fortfarande finnas svårigheter med s-, sj-, tj- och r-ljuden samt komplexa och ovanliga konsonantförbindelser utan att det är onormalt.
Vid 4 års ålder genomförs en BVC-kontroll av barnets ljudsystem. Förekommer det avvikande svårigheter med språkljuden remitteras barnet till logoped för utredning. Av de olika BVC-kontrollerna av språkliga förmågor är det denna kontroll som genererar flest logopedremisser.

### 5-6 år
Nu slutförs etableringen av språkljuden och artikulationen automatiseras. Det finns en språklig medvetenhet hos barnet, dvs medvetenhet om språkets form. Eventuellt kan det finnas kvar enstaka problem med s-, sj-, tj- och r-ljud samt ovanliga och komplexa konsonantförbindelser.

### 6-8 år
Nu sker en finslipning av uttalet. Eventuellt förekommer en lätt läspning eller lätta svårigheter med r-ljud. I slutet av denna period skall dock alla dessa svårigheter vara borta och ljudsystemet färdigutvecklat.